# Chlorophorus minutus
Chlorophorus minutus är en skalbaggsart som beskrevs av Aurivillius 1922. Chlorophorus minutus ingår i släktet Chlorophorus och familjen långhorningar. Inga underarter finns listade i Catalogue of Life.